# Csete Antal
Csete Antal (1804 – Pest, 1872. június 2.) prépost és veszprémi őrkanonok.

## Élete
Három évig volt káplán; 1831-től ceremoniárius, 1836-tól püspöki titkár, 1840-től szentszéki ülnök; 1841-től attalai plébános és alesperes, 1852-től őrkanonok és veszprémi plébános. 1854-ben lett pápai főesperes és lyceumi aligazgató; 1859-ben az egyházkerületi iskolák felügyelője; 1866-ban hantai prépost.

## Munkái
Gizela királyné sirjáról. Esztergom, 1862. (Különnyomat a M. Tudom. Értekezőből.)
Egyháztörténelmi cikkeket irt a M. Sionba (1863. 1865. 1867.)